# Газель (строфа)
Газель (араб./перс.: غزل) — форма в классической арабской и персидской поэзии, а также в поэтических традициях на тюркских языках, урду, армянском и др.

## Восточная газель
Газель является лирическим стихотворением, в котором рифмуются два полустишия первого бейта, причём затем та же рифма (монорим) сохраняется во всех вторых полустишиях каждого последующего бейта по типу «aa, ba, ca, da» и т. д. Первое полустишие называется — мэтлэ, а последнее полустишие — мэгтэ. В последнем бейте газели нередко называется поэтическое имя (тахаллус) автора.
В рифме газели часто употребляется редиф. 
Обычно в поэтических сборниках (диванах) газели не имели названий и располагались по алфавиту, согласно последней букве рифмуемого слова.
Газель как форма начала складываться в IX—X веках, и нашла своё отражение в творчестве классиков персидской литературы Низами, Саади, Хафиза, Хагани и Джами. Эта форма встречается и у некоторых азербайджанских и османских авторов, таких как Физули, Саиба Табризи а также у узбекского поэта Навои.
Своей окончательной формы газель достигла в творчестве Хафиза. Именно он закрепил каноны газели. Лирический герой, от имени которого написана газель, противопоставляется «ей», «ему» (возлюбленной, судьбе, горестям мира, властителю, Всевышнему — при этом в персидском языке нет грамматической категории рода). Герой газели стремится слиться с предметом своего желания, преодолеть разделяющую их пропасть, но это противоречие никогда не разрешается. Именно эта особенность придаёт газели черты сжатой пружины, именно в этом — секрет её высочайшего эмоционального, психологического, философского напряжения.
Газели на армянском языке сочиняли ашуг Саят-Нова (XVIII век), поэты Ваан Терьян, Егише Чаренц, Наири Зарьян и др.

## Европейская имитация газели
Форма, условно воспроизводящая газель, с рифмовкой по типу «ab, cb, db, eb» и т. д., получила благодаря переводам распространение в немецкой (Фридрих Рюккерт, Август фон Платен и др.) и русской поэзии (А. А. Фет, Вячеслав Иванов, В. Я. Брюсов, Михаил Кузмин, Н. Гумилёв и другие).
Существует два вида подражательной европейской газели: в первом все нечётные стихи (за исключением первого) не рифмуются, все же чётные дают одинаковую с первым стихом рифмовку, например:
Дионисова отрада
Красный пурпур винограда,
Темнокосный плющ — другая,
Третья — ты, царица сада.
И тебе, Киприда, розе
Нежной — нег богиня — рада
и т. д. (В. Иванов).
Второй вид основан, помимо повторения рифм, на повторении слова, следующего за рифмой (так называемого редифа), и даёт следующий вид:
Твои глаза, как два агата, Пери.
Твои уста красней граната, Пери.
Прекрасней нет от древнего Китая
До Западного калифата, Пери.
Я первый в мире, и в садах Эдема
Меня любила ты когда-то, Пери
и т. д. (Гумилёв)
В европейской имитации газели вид рифмы (то есть мужская, женская, дактилическая), размер и количество стихов — произвольное.